# Naas River
Naas River är ett vattendrag i Australien. Det ligger i delstaten New South Wales, i den sydöstra delen av landet, omkring 280 kilometer sydväst om delstatshuvudstaden Sydney.
Trakten runt Naas River består i huvudsak av gräsmarker. Runt Naas River är det mycket glesbefolkat, med 4 invånare per kvadratkilometer. Genomsnittlig årsnederbörd är 1 026 millimeter. Den regnigaste månaden är februari, med i genomsnitt 164 mm nederbörd, och den torraste är juli, med 35 mm nederbörd.